# Martin Gombert
Martin Gombert (* 14. März 1943 in Ahlen; † 5. Januar 2004 in Warendorf) war ein deutscher Radrennfahrer.

## Sportliche Laufbahn
Gombert startete für den Verein RRG Bremen 1961. 1966 machte er mit dem Gewinn der Bronzemedaille bei der Deutschen Meisterschaft im Straßenrennen der Amateure (hinter dem Sieger Paul Unterkircher) auf sich aufmerksam. Zuvor war er Zweiter im Rennen Flèche du Sud in Luxemburg geworden. Beim Mannschaftszeitfahren anlässlich der 33. Weltmeisterschaften im Straßenfahren auf dem Nürburgring und in Köln 1966 holte er mit Siegfried Adler, Dieter Leitner und Horst Ruster den 11. Platz. Ein Jahr später hatte er mit dem Sieg in der Rheinland-Pfalz-Rundfahrt vor Jürgen Goletz seinen größten sportlichen Erfolg. Im selben Jahr war er am Start bei der Internationalen Friedensfahrt, die er auf dem 26. Platz beendete. Mit der Nationalmannschaft wurde Gombert bei den UCI-Straßen-Weltmeisterschaften 1967 in den Niederlanden im Mannschaftszeitfahren Vierter. Obwohl er für die Olympischen Sommerspiele in Mexiko vornominiert war, wurde Gombert 1968 kurz vor den Spielen aus dem Team genommen. Noch im Herbst 1967 hatte er seine Pläne, Profi zu werden, dafür zurückstecken müssen, als ihm der Bund Deutscher Radfahrer (BDR) mit Hinweis auf seine Verpflichtungen als Olympiakader die Freigabe für eine Berufsfahrer-Lizenz verweigerte.
1968 wurde er Berufsfahrer im Team Batavus, in dem Hennes Junkermann Kapitän war. Gombert fuhr, wenn auch ohne den großen Erfolg, einige Sechstagerennen.